# Щегловитовы
Щегловитовы (Шакловитые, Шекловитовы) — два древних русских дворянских рода.
По повелению Петра Великого род Шакловитые переименован в Щегловитовых (1716).
Один род этой фамилии ведёт начало от Василия Фёдоровича Шакловитого, жалованного (1677) за службу имением «Щурье» и записанный в VI часть дворянской родословной книги Орловской и Черниговской губерний Российской империи.
- Шакловитый, Фёдор Леонтьевич (Большой) (середина 1640-х — 1689) — окольничий, фаворит царевны Софьи Алексеевны.

Другой род Щегловитовых происходит от Григория Прокофьевича Нежданова Щегловитова, жалованного «за военную службу и храбрые действия» поместным окладом (1682). Этот род был записан Губернским дворянским депутатским собранием в VI часть родословной книги Курской и Орловской губерний России.
Известны ещё несколько родов Щегловитовых более позднего происхождения.

## Описание герба
В лазуревом щите золотой лев, обращённый влево держит золотой венок с продетым сквозь него накрест серебряным с золотой рукоятью мечом и золотой булавой. Вверху щита золотое полусолнце с золотым сиянием (польский герб Солнце).
Над щитом дворянский коронованный шлем. Нашлемник — рука в латах держит серебряный с золотой рукоятью изогнутый меч и золотую булаву. Намёт лазуревый с золотом. Щитодержатели: два стрельца с опущенными топориками. Под щитом в середине накрест пушечный ствол и палица. Справа ядра в пирамиде, слева литавра. Герб записан в Часть XX Общего гербовника дворянских родов Всероссийской империи, страница 16.

## Известные представители
- Шакловитый Любим Леонтьевич — стряпчий (1678)
- Шакловитый Леонтий Андреевич — воевода в Мещовске (1676), московский дворянин (1692).
- Шакловитый Григорий Нежданович — московский дворянин (1692).
- Шакловитый Фёдор Леонтьевич Меньшой — стольник царицы Прасковьи Фёдоровны (1686-1692)[5][6].
- Щегловитов, Иван Григорьевич (13 (25) февраля 1861 — 5 сентября 1918) — русский государственный деятель, министр юстиции Российской империи (1906—1915).